# Керолинац (Долина Аосте)
Керолинац је насеље у Италији у округу Долина Аосте, региону Долина Аосте.
Према процени из 2011. у насељу је живело 18 становника. Насеље се налази на надморској висини од 814 м.